# Einbringungsgeborener Anteil
Der einbringungsgeborene Anteil ist ein Begriff aus dem deutschen Umwandlungssteuergesetz in der Fassung vor Inkrafttreten des SEStEG (=alte Fassung/a.F.). Einen einbringungsgeborenen Anteil an einer Kapitalgesellschaft erhielt, wer einen Betrieb, einen Teilbetrieb oder einen Mitunternehmeranteil nach § 20 UmwStG a. F. zum Buchwert oder zum Zwischenwert gegen Gewährung von Gesellschaftsrechten in eine Kapitalgesellschaft einbrachte. Der Anteil wurde sozusagen durch die Einbringung des Betriebes in die Kapitalgesellschaft „geboren“. Der Gesetzgeber verwendete diesen Ausdruck in § 21 UmwStG a. F.
Ein einbringungsgeborener Anteil an einer Kapitalgesellschaft wird bei der Veräußerung anders behandelt als ein gewöhnlicher Anteil. Im Ergebnis wird damit der Effekt erzielt, dass die stillen Reserven des eingebrachten Unternehmens nicht schon bei der Einbringung, wohl aber bei einer späteren Veräußerung besteuert werden. Dahinter steckt der Gedanke, dass die Umwandlung eines Unternehmens möglichst steuerneutral erfolgen können soll.
Der Begriff hat weiterhin Bedeutung, da das Umwandlungssteuergesetz in der alten Fassung für einbringungsgeborene Anteile, die vor dem 13. Dezember 2006 entstanden sind, gemäß § 27 UmwStG anwendbar bleibt.
Bei der Anwendung des aktuellen UmwStG (dort § 22 Abs. 3) gibt es keine einbringungsgeborenen Anteile mehr. Die durch Einbringung entstandenen Anteile unterliegen einer Sperrfrist, sodass in der Literatur und im Internet nun der Begriff sperrfristbehafteter Anteil verwendet wird.